# Trappspindel

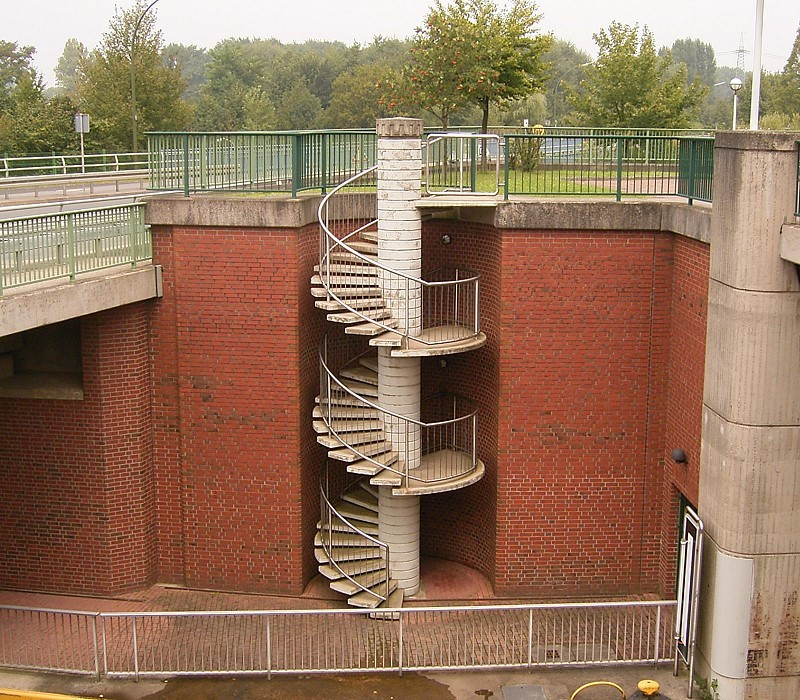
Spindelspiraltrappa i Waltrop i Tyskland

En trappspindel eller en trappstock är ett mittparti kring vilket en spiraltrappa är uppbyggd. Spindeln är den bärande axelpelaren i en spiraltrappa på vilken planstegen fästs i innerkant. Spiraltrappor har självbärande konstruktion och saknar vangstycken.

## Etymologi
Ordet trappspindel är belagt sedan 1859 och bygger på ordet spindel i betydelsen axel som något rör sig kring.